# الدوري الفنزويلي الممتاز 1985
الدوري الفنزويلي الممتاز 1985 هو الموسم 65 من الدوري الفنزويلي الممتاز. كان عدد الأندية المشاركة فيه 10، وفاز فيه إستوديانتس دي ماردة ‏.